# Assid
Assid es el pseudónimo de Gerard Hamer (?-?) un escritor autor de una de las obras más renombradas de la literatura de Surinam e historia, titulada: De eeuwige cirkel (1946) (¨en español: "El círculo sin fin"). 

## Autor
El hecho que ni una pequeña fracción de la atención que ha concentrado El círculo sin fin, se le dedicara a sus otros dos libros puede deberse a la identidad un tanto ambigua del autor. Esta identidad es un tanto gris en sus libros, y lamentablemente con el transcurso del tiempo no ganó en claridad. Una pista sobre el autor se podría encontrar en un aviso del `het Eerste Surinaamse Conservatorium' (el primer Conservatorio de Surinam) publicado en 1948 en un períódico de Surinam. Como director fue convocado Assid van Hoek. Bajo los auspicios de este conservatorio se puso en escena en mayo de 1951 en Paramaribo la comedia De toverbal, interpretada por el `Het Surinaams Ballet o.l.v. Assid en Marina (echtpaar Van Hoek)'. Una crítica que fue publicada en De Surinamer no fue favorable, además se criticó el discurso de presentación.
En su introducción a El círculo sin fin destaca G.J. Hamer, que produjo algunas fotos para el libro, que el autor está relacionado con la etnia kalina y que había nacido en Surinam. También menciona que él domina el neerlandés del Caribe, el sranan tongo y varias otras lenguas. "El autor de este libro posee una personalidad indígena, a pesar de estar acostumbrado a los usos europeos de pensamiento y acción, es una mezcla de naturaleza humana básica con elementos de civilización refinados." El autor de estas palabras, Gerard Hamer no era otro que el mismo Assid, según surge de una copia escrita por el autor para una reimpresión en 1964 y en la que en la carátula y página de títulos bajo el nombre de `Assid" había agregado Gerard Hamer.

## El libro
Las primeras dos partes del libro cuentan con sumo detalle la historia de los pueblos indígenas y criollos. El autor presenta mucha información sobre el estilo de vida de los nativos. Abunda en detalles y descripciones incluidos nombres indígeneas, en un relato muy vívido del que resulta claro que él ha experimentado dicho modo de vida personalmente. Respecto a la historia de los maroons, parece basarse en mayor medida en estudios previos: no falta el grabado de un esclavo colgado de un gancho que presenta Stedman, se hace un reconto de los grandes líderes esclavos como De Kom y Assid presenta la versión conocida sobre la búsqueda de El Dorado. A lo largo de su relato presenta en forma sistemática una visión y perspectiva anticolonial. Los capítulos comienzan con una descripción amplia de la naturaleza, pero al avanzar el relato el narrador arrastra al lector en un relato sobre las crueles condiciones e historias de los esclavos negros.